# Adam Thebes
Adam Thebes lub Thebesius (ur. 6 grudnia 1596 w Pogorzale koło Świdnicy, zm. 12 grudnia 1652 tamże) – niemiecki pastor i poeta, autor pieśni religijnych.
Pochodził ze znanej rodziny śląskich duchownych luterańskich. Studiował teologię w Wittenberdze, w 1619 został pastorem w Mojęcicach koło Wołowa. W 1621 ożenił się, z tego małżeństwa miał ośmioro dzieci. W 1627 został pastorem w Wołowie, a w 1639 w Legnicy. W 1638 otrzymał za osiągnięcia poetyckie koronę „poeta laureatus”. Twórca nowej koncepcji tworzenia kazań, zwanej „methodus Thebesiana”. Jego najbardziej znanym dziełem jest pieśń: Du großer Schmerzensmann (O wielki Mężu Boleści), która do dzisiaj znajduje się w śpiewnikach ewangelickich.